# Oxyteleia aenea
Oxyteleia aenea är en stekelart som först beskrevs av William Harris Ashmead 1894.  Oxyteleia aenea ingår i släktet Oxyteleia och familjen Scelionidae. Inga underarter finns listade i Catalogue of Life.